# Cipressa
Cipressa es una localidad y comune italiana de la provincia de Imperia, región de Liguria, con 1.360 habitantes.

## Evolución demográfica
| Gráfica de evolución demográfica de Cipressa entre 1861 y 2001 |
|                                                                |
| Fuente ISTAT - elaboración gráfica de Wikipedia                |